# Montegabbione

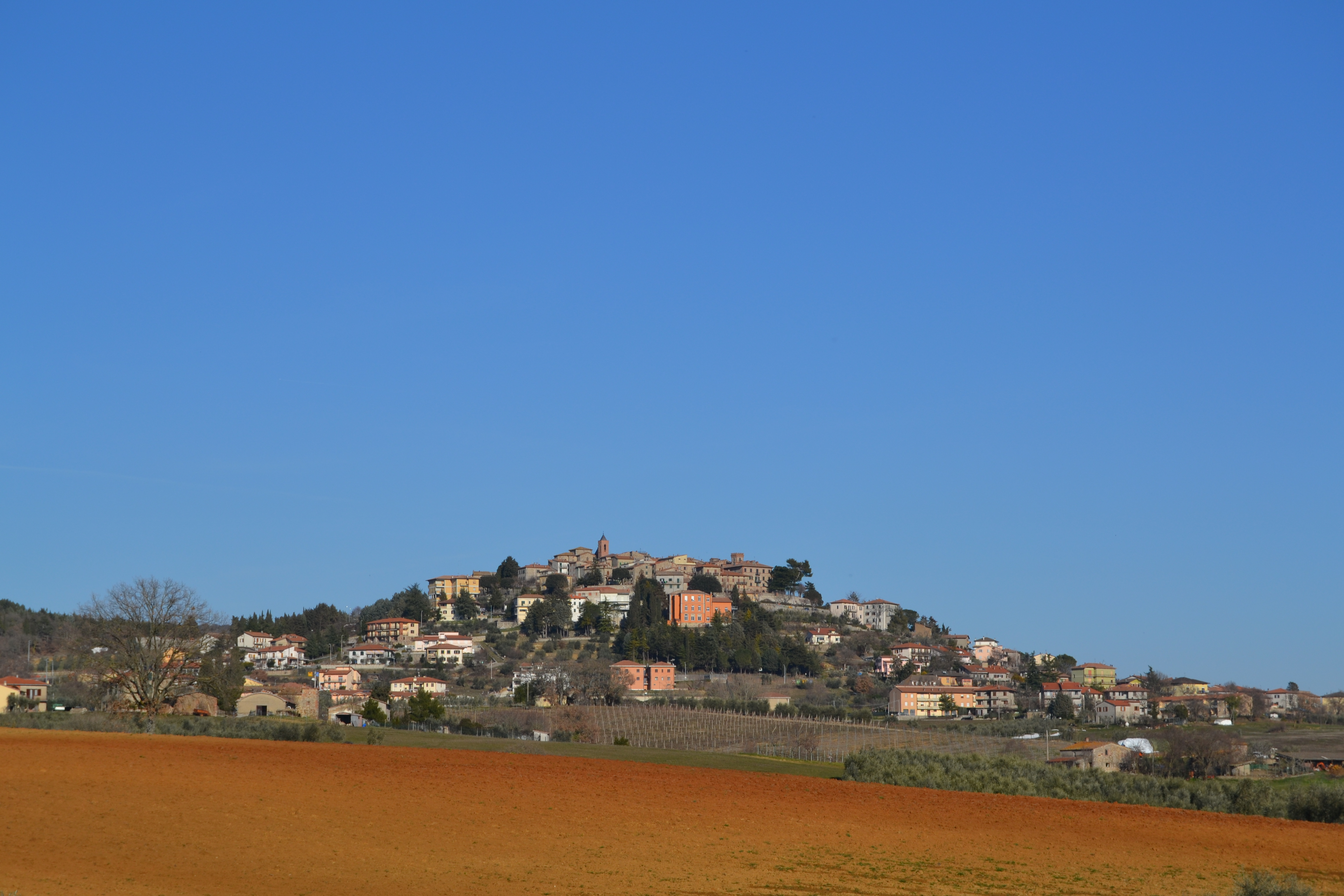

Montegabbione – miejscowość i gmina we Włoszech, w regionie Umbria, w prowincji Terni.
Według danych na rok 2004 gminę zamieszkiwało 1241 osób, 24,3 os./km².